# Vakıflar, Çorlu
Vakıflar là một xã thuộc huyện Çorlu, tỉnh Tekirdağ, Thổ Nhĩ Kỳ. Dân số thời điểm năm 2011 là 2.328 người.